# Viktor Pelevin
Viktor Pelevin (født 1962) fik i 1999 publiceret romanen Generation P, der portrætterer reklamers magt og viser hvad der kan ske med mennesker når et samfund går igennem en så pludselig og voldsom transition, som Rusland gjorde i 1991. 
Pelevins roman finder sted i det nye Rusland, der netop i 1990'erne blev udsat for en enorm omvæltning inden for markedsøkonomi, og hvor den sidste tro på den fortabte utopi er forduftet, men stadig gemmer sig på hvert gadehjørne og sågar i folks tanker.